# 2017年のATPワールドツアー
2017年のATPワールドツアーは2017年のATPワールドツアーの日程と決勝結果である。

## 日程
2017年ATPカレンダーより作成
| グランドスラム                   |
| ATPワールドツアー・ファイナル    |
| ATP ワールドツアーマスターズ1000 |
| ATP ワールドツアー500            |
| ATP ワールドツアー250            |
| チームイベント                   |

| 日時            | 大会名 | 優勝者 | 準優勝者                                                                                   | 試合結果 （スコア）            |
| --------------- | --- | --- | ------------------------------------------------------------------------------------------ | ------------------------------ |
| 1月2日          | ホップマンカップ パース $1,000,000 - ハード (室内) - 8チーム (RR) | フランス | アメリカ合衆国                                                                             | 2-1                            |
| 1月2日          | ブリスベン国際 ブリスベン $495,630 - ハード - 28S/16Q/16D | グリゴール・ディミトロフ                                                                                       | 錦織圭                                                                                     | 6–2, 2–6, 6–3                  |
| 1月2日          | ブリスベン国際 ブリスベン $495,630 - ハード - 28S/16Q/16D | タナシ・コッキナキス ジョーダン・トンプソン                                                                    | ジレ・ミュラー サム・クエリー                                                              | 7–6(9–7), 6–4                  |
| 1月2日          | カタール・エクソンモービル・オープン ドーハ $1,334,270 - ハード - 32S/16Q/16D | ノバク・ジョコビッチ                                                                                           | アンディ・マリー                                                                           | 6–3, 5–7, 6–4                  |
| 1月2日          | カタール・エクソンモービル・オープン ドーハ $1,334,270 - ハード - 32S/16Q/16D | ジェレミー・シャルディー ファブリス・マルタン                                                                  | バセク・ポシュピシル ラデク・ステパネク                                                    | 6–4, 7–6(7–3)                  |
| 1月2日          | チェンナイ・オープン チェンナイ $505,730 - ハード - 28S/16Q/16D | ロベルト・バウティスタ・アグート                                                                               | ダニール・メドベージェフ                                                                   | 6–3, 6–4                       |
| 1月2日          | チェンナイ・オープン チェンナイ $505,730 - ハード - 28S/16Q/16D | ロハン・ボパンナ ジーバン・ネドゥチェジヤン                                                                    | プラブ・ラジャ ディビジ・シャラン                                                          | 6–3, 6–4                       |
| 1月9日          | ASBクラシック オークランド $508,360 - ハード - 28S/16Q/16D | ジャック・ソック                                                                                               | ジョアン・ソウザ                                                                           | 6–3, 5–7, 6–3                  |
| 1月9日          | ASBクラシック オークランド $508,360 - ハード - 28S/16Q/16D | マルチン・マトコフスキ アイサム＝ウル＝ハク・クレシ                                                            | ジョナサン・エルリック スコット・リプスキー                                                | 1–6, 6–2, [10–3]               |
| 1月9日          | アピア国際 シドニー $495,630 - ハード - 28S/16Q/16D | ジレ・ミュラー                                                                                                 | ダニエル・エバンス                                                                         | 7–6(7–5), 6–2                  |
| 1月9日          | アピア国際 シドニー $495,630 - ハード - 28S/16Q/16D | ヴェスレイ・コールホフ マトウェー・ミッデルコープ                                                              | ジェイミー・マリー ブルーノ・ソアレス                                                      | 6–3, 7–5                       |
| 1月16日 1月23日 | 全豪オープン メルボルン A$50,000,000 - ハード 128S/128Q/64D/32X シングルス - ダブルス - 混合ダブルス | ロジャー・フェデラー                                                                                           | ラファエル・ナダル                                                                         | 6-4, 4-6, 6-1, 3-6, 6-3        |
| 1月16日 1月23日 | 全豪オープン メルボルン A$50,000,000 - ハード 128S/128Q/64D/32X シングルス - ダブルス - 混合ダブルス | ヘンリ・コンティネン ジョン・ピアース                                                                          | ボブ・ブライアン マイク・ブライアン                                                        | 7–5, 7–5                       |
| 1月16日 1月23日 | 全豪オープン メルボルン A$50,000,000 - ハード 128S/128Q/64D/32X シングルス - ダブルス - 混合ダブルス | アビゲイル・スピアーズ フアン・セバスティアン・カバル                                                          | サニア・ミルザ イワン・ドディグ                                                            | 6-2, 6-4                       |
| 1月30日         | デビスカップ1回戦 ブエノスアイレス - クレー フランクフルト - ハード (室内) クーヨン メルボルン - ハード バーミングハム - ハード (室内) 東京 - ハード (室内) オタワ - ハード (室内) ニシュ - ハード (室内) オシエク - ハード (室内) | 勝利チーム · イタリア · ベルギー · オーストラリア · アメリカ合衆国 · フランス · イギリス · セルビア · スペイン | 敗退チーム · アルゼンチン · ドイツ · チェコ · スイス · 日本 · カナダ · ロシア · クロアチア | 3-2 4-1 5-0 4-1 3-2 4-0 3-2    |
| 2月6日          | 南フランス・オープン モンペリエ €540,310 - ハード (室内) - 28S/16Q/16D | アレクサンダー・ズベレフ                                                                                       | リシャール・ガスケ                                                                         | 7-6(7-4), 6-3                  |
| 2月6日          | 南フランス・オープン モンペリエ €540,310 - ハード (室内) - 28S/16Q/16D | アレクサンダー・ズベレフ ミーシャ・ズベレフ                                                                    | ファブリス・マルタン ダニエル・ネスター                                                    | 6-4, 6-7(3-7), [10-7]          |
| 2月6日          | ソフィア・オープン ソフィア €540,310 - ハード (室内) - 28S/16Q/16D | グリゴール・ディミトロフ                                                                                       | ダビド・ゴファン                                                                           | 7-5, 6-4                       |
| 2月6日          | ソフィア・オープン ソフィア €540,310 - ハード (室内) - 28S/16Q/16D | ビクトル・トロイツキ ネナド・ジモニッチ                                                                        | ミハイル・エルギン アンドレイ・クズネツォフ                                                | 6-4, 6-4                       |
| 2月6日          | エクアドル・オープン キト $540,310 - クレー - 28S/16Q/16D | ビクトル・エストレーリャ・ブルゴス                                                                             | パオロ・ロレンツィ                                                                         | 6-7(2-7), 7-5, 7-6(8-6)        |
| 2月6日          | エクアドル・オープン キト $540,310 - クレー - 28S/16Q/16D | ジェームズ・セレターニ フィリップ・オズワルド                                                                  | フリオ・ペラルタ オラシオ・セバジョス                                                      | 6-3, 2-1 途中棄権              |
| 2月13日         | ABNアムロ世界テニス・トーナメント ロッテルダム €1,854,365 - ハード (室内) - 32S/16Q/16D | ジョー＝ウィルフリード・ツォンガ                                                                               | ダビド・ゴファン                                                                           | 4–6, 6–4, 6–1                  |
| 2月13日         | ABNアムロ世界テニス・トーナメント ロッテルダム €1,854,365 - ハード (室内) - 32S/16Q/16D | イワン・ドディグ マルセル・グラノリェルス                                                                      | ヴェスレイ・コールホフ マトウェー・ミッデルコープ                                          | 7–6(7–5), 6–3                  |
| 2月13日         | メンフィス・オープン メンフィス $720,410 - ハード (室内) - 28S/16Q/16D | ライアン・ハリソン                                                                                             | ニコロズ・バシラシビリ                                                                     | 6–1, 6–4                       |
| 2月13日         | メンフィス・オープン メンフィス $720,410 - ハード (室内) - 28S/16Q/16D | ブライアン・ベイカー ニコラ・メクティッチ                                                                      | ライアン・ハリソン スティーブ・ジョンソン                                                  | 6–3, 6–4                       |
| 2月13日         | アルゼンチン・オープン ブエノスアイレス $598,865 - クレー - 28S/16Q/16D | アレクサンドル・ドルゴポロフ                                                                                   | 錦織圭                                                                                     | 7–6(7–4), 6–4                  |
| 2月13日         | アルゼンチン・オープン ブエノスアイレス $598,865 - クレー - 28S/16Q/16D | フアン・セバスティアン・カバル ロベルト・ファラ                                                                | サンティアゴ・ゴンサレス ダビド・マレーロ                                                  | 6–1, 6–4                       |
| 2月20日         | リオ・オープン リオデジャネイロ $1,603,940 - クレー - 32S/16Q/16D | ドミニク・ティーム                                                                                             | パブロ・カレーニョ・ブスタ                                                                 | 7–5, 6–4                       |
| 2月20日         | リオ・オープン リオデジャネイロ $1,603,940 - クレー - 32S/16Q/16D | パブロ・カレーニョ・ブスタ パブロ・クエバス                                                                    | フアン・セバスティアン・カバル ロベルト・ファラ                                            | 6–4, 5–7, [10–8]               |
| 2月20日         | オープン13 マルセイユ €691,850 - ハード (室内) - 28S/16Q/16D | ジョー＝ウィルフリード・ツォンガ                                                                               | リュカ・プイユ                                                                             | 6–4, 6–4                       |
| 2月20日         | オープン13 マルセイユ €691,850 - ハード (室内) - 28S/16Q/16D | ジュリアン・ベネトー ニコラ・マユ                                                                              | ロビン・ハーセ ドミニク・イングロット                                                      | 6–4, 6–7(9–11), [10–5]         |
| 2月20日         | デルレイビーチ・オープン デルレイビーチ $599,345 - ハード - 32S/16Q/16D | ジャック・ソック                                                                                               | ミロシュ・ラオニッチ                                                                       | 不戦勝                         |
| 2月20日         | デルレイビーチ・オープン デルレイビーチ $599,345 - ハード - 32S/16Q/16D | レイベン・クラーセン ラジーブ・ラム                                                                            | トレト・ユーイ マックス・ミルヌイ                                                          | 7–5, 7–5                       |
| 2月27日         | ドバイ・デューティフリー・テニス選手権 ドバイ $2,858,530 - ハード - 32S/16Q/16D | アンディ・マリー                                                                                               | フェルナンド・ベルダスコ                                                                   | 6–3, 6–2                       |
| 2月27日         | ドバイ・デューティフリー・テニス選手権 ドバイ $2,858,530 - ハード - 32S/16Q/16D | ジャン＝ジュリアン・ロイヤー ホリア・テカウ                                                                    | ロハン・ボパンナ マルチン・マトコフスキ                                                    | 4–6, 6–3, [10–3]               |
| 2月27日         | アビエルト・メキシコ・テルセル アカプルコ $1,633,690 - ハード - 32S/16Q/16D | サム・クエリー                                                                                                 | ラファエル・ナダル                                                                         | 6–3, 7–6(7–3)                  |
| 2月27日         | アビエルト・メキシコ・テルセル アカプルコ $1,633,690 - ハード - 32S/16Q/16D | ジェイミー・マリー ブルーノ・ソアレス                                                                          | ジョン・イスナー フェリシアーノ・ロペス                                                    | 6–3, 6–3                       |
| 2月27日         | ブラジル・オープン サンパウロ $520,285- クレー - 28S/16Q/16D | パブロ・クエバス                                                                                               | アルベルト・ラモス＝ビニョラス                                                             | 6–7(3–7), 6–4, 6–4             |
| 2月27日         | ブラジル・オープン サンパウロ $520,285- クレー - 28S/16Q/16D | ロジェリオ・ドゥトラ・シウバ アンドレ・サ                                                                      | マーカス・ダニエル マルセロ・デモリネル                                                    | 7–6(7–5), 5–7, [10–7]          |
| 3月6日 3月13日  | BNPパリバ・オープン インディアンウェルズ $7,913,405 - ハード - 96S/48Q/32D | ロジャー・フェデラー                                                                                           | スタン・ワウリンカ                                                                         | 6–4, 7–5                       |
| 3月6日 3月13日  | BNPパリバ・オープン インディアンウェルズ $7,913,405 - ハード - 96S/48Q/32D | レイベン・クラーセン ラジーブ・ラム                                                                            | ルカシュ・クボット マルセロ・メロ                                                          | 6–7(7–9), 6–4, [10–8]          |
| 3月20日 3月27日 | マイアミ・オープン マイアミ $7,375,895 - ハード - 96S/48Q/32D | ロジャー・フェデラー                                                                                           | ラファエル・ナダル                                                                         | 6–3, 6–4                       |
| 3月20日 3月27日 | マイアミ・オープン マイアミ $7,375,895 - ハード - 96S/48Q/32D | ルカシュ・クボット マルセロ・メロ                                                                              | ニコラス・モーノー ジャック・ソック                                                        | 7–5, 6–3                       |
| 4月3日          | デビスカップ準々決勝 シャルルロワ - ハード (室内) ブリスベン - ハード ルーアン - クレー (室内) ベオグラード - ハード (室内) | 勝利チーム · ベルギー · オーストラリア · フランス · セルビア                                                   | 敗退チーム · イタリア · アメリカ合衆国 · イギリス · スペイン                               | 3–2 4–1                        |
| 4月10日         | 全米男子クレーコート選手権 ヒューストン $600,345 - クレー - 28S/16Q/16D | スティーブ・ジョンソン                                                                                         | トマス・ベルッシ                                                                           | 6–4, 4–6, 7–6(7–5)             |
| 4月10日         | 全米男子クレーコート選手権 ヒューストン $600,345 - クレー - 28S/16Q/16D | ジュリオ・ペラルタ オラシオ・セバジョス                                                                        | ダスティン・ブラウン フランシス・ティアフォー                                              | 4–6, 7–5, [10–6]               |
| 4月10日         | ハサン2世グランプリ マラケシュ €540,310 - クレー - 28S/16Q/16D | ボルナ・チョリッチ                                                                                             | フィリップ・コールシュライバー                                                             | 5–7, 7–6(7–3), 7–5             |
| 4月10日         | ハサン2世グランプリ マラケシュ €540,310 - クレー - 28S/16Q/16D | ドミニク・イングロット マテ・パビッチ                                                                          | マルセル・グラノリェルス マルク・ロペス                                                    | 6–4, 2–6, [11–9]               |
| 4月17日         | モンテカルロ・ロレックス・マスターズ モンテカルロ €4,629,725 - クレー - 56S/28Q/24D | ラファエル・ナダル                                                                                             | アルベルト・ラモス＝ビノラス                                                               | 6–1, 6–3                       |
| 4月17日         | モンテカルロ・ロレックス・マスターズ モンテカルロ €4,629,725 - クレー - 56S/28Q/24D | ロハン・ボパンナ パブロ・クエバス                                                                              | フェリシアーノ・ロペス マルク・ロペス                                                      | 6–3, 3–6, [10–4]               |
| 4月24日         | バルセロナ・オープン・バンコ・サバデル バルセロナ €2,604,340 - クレー - 48S/24Q/16D | ラファエル・ナダル                                                                                             | ドミニク・ティーム                                                                         | 6–4, 6–1                       |
| 4月24日         | バルセロナ・オープン・バンコ・サバデル バルセロナ €2,604,340 - クレー - 48S/24Q/16D | フロリン・メルジェ アイサム・アル・ハリ・クレシ                                                                | フィリップ・ペッシュナー アレクサンダー・ペヤ                                              | 6–4, 6–3                       |
| 4月24日         | ハンガリー・オープン ブダペスト €540,310 - クレー - 28S/16Q/16D | リュカ・プイユ                                                                                                 | アリアス・ベデネ                                                                           | 6–3, 6–1                       |
| 4月24日         | ハンガリー・オープン ブダペスト €540,310 - クレー - 28S/16Q/16D | ブライアン・ベイカー ニコラ・メキッチ                                                                          | フアン・セバスティアン・カバル ロベルト・ファラ                                            | 7–6(7–2), 6–4                  |
| 5月1日          | ミレニアム・エストリル・オープン エストリル €540,310 - クレー - 28S/16Q/16D | パブロ・カレーニョ・ブスタ                                                                                     | ジレ・ミュラー                                                                             | 6–2, 7–6(7–5)                  |
| 5月1日          | ミレニアム・エストリル・オープン エストリル €540,310 - クレー - 28S/16Q/16D | ライアン・ハリソン マイケル・ビーナス                                                                          | ダビド・マレーロ トミー・ロブレド                                                          | 7–5, 6–2                       |
| 5月1日          | BMWオープン ミュンヘン €540,310 - クレー - 28S/16Q/16D | アレクサンダー・ズベレフ                                                                                       | ギド・ページャ                                                                             | 6–4, 6–3                       |
| 5月1日          | BMWオープン ミュンヘン €540,310 - クレー - 28S/16Q/16D | フアン・セバスティアン・カバル ロベルト・ファラ                                                                | ジェレミー・シャルディー ファブリス・マルタン                                              | 6–3, 6–3                       |
| 5月1日          | イスタンブール・オープン イスタンブール €497,255 - クレー - 28S/16Q/16D | マリン・チリッチ                                                                                               | ミロシュ・ラオニッチ                                                                       | 7–6(7–3), 6–3                  |
| 5月1日          | イスタンブール・オープン イスタンブール €497,255 - クレー - 28S/16Q/16D | ロマン・ジェバリー イジー・ベセリ                                                                              | トゥナ・アルトゥナ アレサンドロ・モティ                                                    | 6–0, 6–0                       |
| 5月8日          | ムチュア・マドリード・オープン マドリード €6,408,230 - クレー - 56S/28Q/24D | ラファエル・ナダル                                                                                             | ドミニク・ティーム                                                                         | 7–6(10–8), 6–4                 |
| 5月8日          | ムチュア・マドリード・オープン マドリード €6,408,230 - クレー - 56S/28Q/24D | ルカシュ・クボット マルセロ・メロ                                                                              | ニコラ・マユ エドゥアール・ロジェ＝バセラン                                                | 7–5, 6–3                       |
| 5月15日         | BNLイタリア国際 ローマ €4,835,975 - クレー - 56S/28Q/24D | アレクサンダー・ズベレフ                                                                                       | ノバク・ジョコビッチ                                                                       | 6–4, 6–3                       |
| 5月15日         | BNLイタリア国際 ローマ €4,835,975 - クレー - 56S/28Q/24D | ピエール＝ユーグ・エルベール ニコラ・マユ                                                                      | イワン・ドディグ マルセル・グラノリェルス                                                  | 4–6, 6–4, [10–3]               |
| 5月22日         | ジュネーヴ・オープン ジュネーヴ €540,310 - クレー - 28S/16Q/16D | スタン・ワウリンカ                                                                                             | ミーシャ・ズベレフ                                                                         | 4-6, 6-3, 6-3                  |
| 5月22日         | ジュネーヴ・オープン ジュネーヴ €540,310 - クレー - 28S/16Q/16D | ジャン＝ジュリアン・ロジェ ホリア・テカウ                                                                      | フアン・セバスティアン・カバル ロベルト・ファラ                                            | 2-6, 7-6(11–9), [10-6]         |
| 5月22日         | リヨン・オープン リヨン €540,310 - クレー - 28S/16Q/16D | ジョー＝ウィルフリード・ツォンガ                                                                               | トマーシュ・ベルディハ                                                                     | 7-6(7–2), 7-5                  |
| 5月22日         | リヨン・オープン リヨン €540,310 - クレー - 28S/16Q/16D | アンドレス・モルテーニ アディル・シャマスディン                                                                | マーカス・ダニエル マルセロ・デモリネル                                                    | 6-3, 3-6, [10-5]               |
| 5月29日 6月5日  | 全仏オープン パリ €16,790,000 - クレー 128S/128Q/64D/32X シングルス - ダブルス - 混合ダブルス | ラファエル・ナダル                                                                                             | スタン・ワウリンカ                                                                         | 6-2, 6-3, 6-1                  |
| 5月29日 6月5日  | 全仏オープン パリ €16,790,000 - クレー 128S/128Q/64D/32X シングルス - ダブルス - 混合ダブルス | ライアン・ハリソン マイケル・ヴィーナス                                                                        | サンティアゴ・ゴンサレス ドナルド・ヤング                                                  | 7-6(7–5), 6-7(4–7), 6-3        |
| 5月29日 6月5日  | 全仏オープン パリ €16,790,000 - クレー 128S/128Q/64D/32X シングルス - ダブルス - 混合ダブルス | ガブリエラ・ダブロウスキー ロハン・ボパンナ                                                                    | アンナ＝レナ・グローネフェルト ロベルト・ファラ                                            | 2–6, 6–2, [12–10]              |
| 6月12日         | リコー・オープン スヘルトーヘンボス €660,375 - 芝 - 28S/16Q/16D | ジレ・ミュラー                                                                                                 | イボ・カロビッチ                                                                           | 7-6(7–5), 7-6(7–4)             |
| 6月12日         | リコー・オープン スヘルトーヘンボス €660,375 - 芝 - 28S/16Q/16D | ルカシュ・クボット マルセロ・メロ                                                                              | レイベン・クラーセン ラジーブ・ラム                                                        | 6-3, 6-4                       |
| 6月12日         | メルセデス・カップ シュトゥットガルト €701,975 - 芝 - 28S/16Q/16D | リュカ・プイユ                                                                                                 | フェリシアーノ・ロペス                                                                     | 4-6, 7-6(7–5), 6-4             |
| 6月12日         | メルセデス・カップ シュトゥットガルト €701,975 - 芝 - 28S/16Q/16D | ジェイミー・マリー ブルーノ・ソアレス                                                                          | オリバー・マラチ マテ・パビッチ                                                            | 6-7(4–7), 7-5, [10-5]          |
| 6月19日         | エイゴン選手権 ロンドン €1,966,095 - 芝 - 32S/16Q/24D | フェリシアーノ・ロペス                                                                                         | マリン・チリッチ                                                                           | 4-6, 7-6(7–2), 7-6(10–8)       |
| 6月19日         | エイゴン選手権 ロンドン €1,966,095 - 芝 - 32S/16Q/24D | ジェイミー・マリー ブルーノ・ソアレス                                                                          | ジュリアン・ベネトー エドゥアール・ロジェ＝バセラン                                        | 6-2, 6-3                       |
| 6月19日         | ゲリー・ウェバー・オープン ハレ €1,966,095 - 芝 - 32S/16Q/16D | ロジャー・フェデラー                                                                                           | アレクサンダー・ズベレフ                                                                   | 6-1, 6-3                       |
| 6月19日         | ゲリー・ウェバー・オープン ハレ €1,966,095 - 芝 - 32S/16Q/16D | ルカシュ・クボット マルセロ・メロ                                                                              | アレクサンダー・ズベレフ ミーシャ・ズベレフ                                                | 5-7, 6-3, [10-8]               |
| 6月20日         | エイゴン国際 イーストボーン €693,910 - 芝 - 28S/16Q/16D | ノバク・ジョコビッチ                                                                                           | ガエル・モンフィス                                                                         | 6-3, 6-4                       |
| 6月20日         | エイゴン国際 イーストボーン €693,910 - 芝 - 28S/16Q/16D | ボブ・ブライアン マイク・ブライアン                                                                            | ロハン・ボパンナ アンドレ・サ                                                              | 6-7(4–7), 6-4, [10-3]          |
| 6月20日         | アンタルヤ・オープン アンタルヤ €497,245 - 芝 - 28S/16Q/16D | 杉田祐一 | アドリアン・マナリノ                                                                       | 6-1, 7-6(7–4)                  |
| 6月20日         | アンタルヤ・オープン アンタルヤ €497,245 - 芝 - 28S/16Q/16D | ロベルト・リンドステット アイサム＝ウル＝ハク・クレシ                                                          | オリバー・マラチ マテ・パビッチ                                                            | 7-5, 4-1 途中棄権              |
| 7月3日 7月10日  | ウィンブルドン選手権 ロンドン £14,840,000 - 芝 128S/128Q/64D/16Q/48X シングルス - ダブルス - 混合ダブルス | ロジャー・フェデラー                                                                                           | マリン・チリッチ                                                                           | 6-3, 6-1, 6-4                  |
| 7月3日 7月10日  | ウィンブルドン選手権 ロンドン £14,840,000 - 芝 128S/128Q/64D/16Q/48X シングルス - ダブルス - 混合ダブルス | ルカシュ・クボット マルセロ・メロ                                                                              | オリバー・マラチ マテ・パビッチ                                                            | 5-7, 7-5, 7-6(7–2), 3-6, 13-11 |
| 7月3日 7月10日  | ウィンブルドン選手権 ロンドン £14,840,000 - 芝 128S/128Q/64D/16Q/48X シングルス - ダブルス - 混合ダブルス | マルチナ・ヒンギス ジェイミー・マリー                                                                          | ヘザー・ワトソン ヘンリ・コンティネン                                                      | 6–4, 6–4                       |
| 7月17日         | テニス殿堂選手権 ニューポート $600,345 - 芝 - 28S/16Q/16D | ジョン・イスナー                                                                                               | マシュー・エブデン                                                                         | 6–3, 7–6(7–4)                  |
| 7月17日         | テニス殿堂選手権 ニューポート $600,345 - 芝 - 28S/16Q/16D | アイサム＝ウル＝ハク・クレシ ラジーブ・ラム                                                                    | マット・レイド ジョン＝パトリック・スミス                                                  | 6–4, 4–6, [10–7]               |
| 7月17日         | スウェーデン・オープン ボースタード €540,310 - クレー - 28S/16Q/16D | ダビド・フェレール                                                                                             | アレクサンドル・ドルゴポロフ                                                               | 6–4, 6–4                       |
| 7月17日         | スウェーデン・オープン ボースタード €540,310 - クレー - 28S/16Q/16D | ユリアン・ノール フィリップ・ペッシュナー                                                                      | サンダー・アールンツ マトウィ・ミドルクープ                                                | 6–2, 3–6, [10–7]               |
| 7月17日         | クロアチア・オープン ウマグ €540,310 - クレー - 28S/16Q/16D | アンドレイ・ルブレフ                                                                                           | パオロ・ロレンツィ                                                                         | 6–4, 6–2                       |
| 7月17日         | クロアチア・オープン ウマグ €540,310 - クレー - 28S/16Q/16D | ギリェルモ・デュラン アンドレス・モーテニ                                                                      | マリン・ドラガニャ トミスラフ・ドラガニャ                                                  | 6–3, 6–7(4–7), [10–6]          |
| 7月24日         | ドイツ国際オープン ハンブルク €1,629,375 - クレー - 32S/16Q/16D | レオナルド・マイエル                                                                                           | フロリアン・マイヤー                                                                       | 6–4, 4–6, 6–3                  |
| 7月24日         | ドイツ国際オープン ハンブルク €1,629,375 - クレー - 32S/16Q/16D | イワン・ドディグ マテ・パビッチ                                                                                | パブロ・クエバス マルク・ロペス                                                            | 6–3, 6–4                       |
| 7月24日         | BB&Tアトランタ・オープン アトランタ $720,410 - ハード - 28S/16Q/16D | ジョン・イスナー                                                                                               | ライアン・ハリソン                                                                         | 7–6(8–6), 7–6(9–7)             |
| 7月24日         | BB&Tアトランタ・オープン アトランタ $720,410 - ハード - 28S/16Q/16D | ボブ・ブライアン マイク・ブライアン                                                                            | ウェスリー・クールホフ アーテム・シッタク                                                  | 6–3, 6–4                       |
| 7月24日         | クレディ・アグリコル・スイス・オープン グシュタード €540,310 - クレー - 28S/16Q/16D | ファビオ・フォニーニ                                                                                           | ヤニック・ハンフマン                                                                       | 6–4, 7–5                       |
| 7月24日         | クレディ・アグリコル・スイス・オープン グシュタード €540,310 - クレー - 28S/16Q/16D | オリバー・マラチ フィリップ・オズワルド                                                                        | ジョナサン・イセリ フランコ・スクゴール                                                    | 6–3, 4–6, [10–8]               |
| 7月31日         | シティ・オープン ワシントンD.C. $2,002,460- ハード - 48S/24Q/16D | アレクサンダー・ズベレフ                                                                                       | ケビン・アンダーソン                                                                       | 6–4, 6–4                       |
| 7月31日         | シティ・オープン ワシントンD.C. $2,002,460- ハード - 48S/24Q/16D | ヘンリ・コンティネン ジョン・ピアース                                                                          | ルカシュ・クボット マルセロ・メロ                                                          | 7–6(7–5), 6–4                  |
| 7月31日         | アビエルト・メキシコ・ロス・カボス ロス・カボス $727,955 - ハード - 28S/16Q/16D | サム・クエリー                                                                                                 | タナシ・コッキナキス                                                                       | 6–3, 3–6, 6–2                  |
| 7月31日         | アビエルト・メキシコ・ロス・カボス ロス・カボス $727,955 - ハード - 28S/16Q/16D | フアン・セバスティアン・カバル トレト・ユーイ                                                                  | セルジオ・ガルドス ロベルト・メイティン                                                    | 6–2, 6–3                       |
| 7月31日         | オーストリア・オープン キッツビュール €540,310 - クレー - 28S/16Q/16D | フィリップ・コールシュライバー                                                                                 | ジョアン・ソウザ                                                                           | 6–3, 6–4                       |
| 7月31日         | オーストリア・オープン キッツビュール €540,310 - クレー - 28S/16Q/16D | パブロ・クエバス ギリェルモ・デュラン                                                                          | ハンス・ポドリプニク＝カスティージョ アンドレイ・バシレフスキー                            | 6–4, 4–6, [12–10]              |
| 8月7日          | ロジャーズ・カップ モントリオール $5,275,595 - ハード - 56S/28Q/24D | アレクサンダー・ズベレフ                                                                                       | ロジャー・フェデラー                                                                       | 6–3, 6–4                       |
| 8月7日          | ロジャーズ・カップ モントリオール $5,275,595 - ハード - 56S/28Q/24D | ピエール＝ユーグ・エルベール ニコラ・マユ                                                                      | ロハン・ボパンナ イワン・ドディグ                                                          | 6–4, 3–6, [10–6]               |
| 8月14日         | ウエスタン・アンド・サザン・オープン シンシナティ $5,627,305 - ハード - 56S/28Q/24D | グリゴール・ディミトロフ                                                                                       | ニック・キリオス                                                                           | 6–3, 7–5                       |
| 8月14日         | ウエスタン・アンド・サザン・オープン シンシナティ $5,627,305 - ハード - 56S/28Q/24D | ピエール＝ユーグ・エルベール ニコラ・マユ                                                                      | ジェイミー・マリー ブルーノ・ソアレス                                                      | 7–6(8-6), 6–4                  |
| 8月21日         | ウィンストン・セーラム・オープン ウィンストン・セーラム $748,960 - ハード - 48S/16Q/16D | ロベルト・バウティスタ・アグート                                                                               | ダミル・ジュムール                                                                         | 6–4, 6–4                       |
| 8月21日         | ウィンストン・セーラム・オープン ウィンストン・セーラム $748,960 - ハード - 48S/16Q/16D | ジャン＝ジュリアン・ロジェ ホリア・テカウ                                                                      | ジュリオ・ペラルタ オラシオ・セバジョス                                                    | 6–3, 6–4                       |
| 8月28日 9月4日  | 全米オープン ニューヨーク $24,193,400 - ハード 128S/128Q/64D/32X シングルス - ダブルス - 混合ダブルス | ラファエル・ナダル                                                                                             | ケビン・アンダーソン                                                                       | 6–3, 6–3, 6–4                  |
| 8月28日 9月4日  | 全米オープン ニューヨーク $24,193,400 - ハード 128S/128Q/64D/32X シングルス - ダブルス - 混合ダブルス | ジャン＝ジュリアン・ロジェ ホリア・テカウ                                                                      | フェリシアーノ・ロペス マルク・ロペス                                                      | 6–4, 6–3                       |
| 8月28日 9月4日  | 全米オープン ニューヨーク $24,193,400 - ハード 128S/128Q/64D/32X シングルス - ダブルス - 混合ダブルス | マルチナ・ヒンギス ジェイミー・マリー                                                                          | 詹皓晴 マイケル・ビーナス                                                                  | 6–1, 4–6, [10–8]               |
| 9月11日         | デビスカップ準決勝 ブリュッセル - クレー リール - クレー | 勝利チーム · ベルギー · フランス                                                                               | 敗退チーム · オーストラリア · セルビア                                                     | 3–2 3–1                        |
| 9月18日         | モゼール・オープン メス €540,310 - ハード (室内) - 28S/16Q/16D | ピーター・ゴヨブジク                                                                                           | ブノワ・ペール                                                                             | 7–5, 6–2                       |
| 9月18日         | モゼール・オープン メス €540,310 - ハード (室内) - 28S/16Q/16D | ジュリアン・ベネトー エドゥアール・ロジェ＝バセラン                                                            | ウェスリー・クールホフ アルテム・シタク                                                    | 7–5, 6–3                       |
| 9月18日         | サンクトペテルブルク・オープン サンクトペテルブルク $1,025,205 - ハード (室内) - 28S/16Q/16D | ダミル・ジュムール                                                                                             | ファビオ・フォニーニ                                                                       | 3–6, 6–4, 6–2                  |
| 9月18日         | サンクトペテルブルク・オープン サンクトペテルブルク $1,025,205 - ハード (室内) - 28S/16Q/16D | ロマン・ジェバリー マトウェー・ミッデルコープ                                                                  | フリオ・ペラルタ オラシオ・セバジョス                                                      | 6–4, 6–4                       |
| 9月26日         | 深圳オープン 深圳 $731,680 - ハード - 28S/16Q/16D | ダビド・ゴファン                                                                                               | アレクサンドル・ドルゴポロフ                                                               | 6–4, 6–7(5-7), 6–3             |
| 9月26日         | 深圳オープン 深圳 $731,680 - ハード - 28S/16Q/16D | アレクサンダー・ペヤ ラジーブ・ラム                                                                            | ニコラ・メクティッチ ニコラス・モンロー                                                    | 6–3, 6–2                       |
| 9月26日         | 成都オープン 成都 $1,138,910 - ハード - 28S/16Q/16D | デニス・イストミン                                                                                             | マルコス・バグダティス                                                                     | 3–2, 途中棄権                  |
| 9月26日         | 成都オープン 成都 $1,138,910 - ハード - 28S/16Q/16D | ジョナサン・エルリック アイサム＝ウル＝ハク・クレシ                                                            | マーカス・ダニエル マルセロ・デモリナー                                                    | 6–3, 7–6(7-3)                  |
| 10月2日         | チャイナ・オープン 北京 $4,402,250 - ハード - 32S/16Q/16D | ラファエル・ナダル                                                                                             | ニック・キリオス                                                                           | 6–2, 6–1                       |
| 10月2日         | チャイナ・オープン 北京 $4,402,250 - ハード - 32S/16Q/16D | ヘンリ・コンティネン ジョン・ピアース                                                                          | ジョン・イスナー ジャック・ソック                                                          | 6–3, 3–6, [10–7]               |
| 10月2日         | 楽天ジャパン・オープン 東京 $1,792,315 - ハード - 32S/16Q/16D | ダビド・ゴファン                                                                                               | アドリアン・マナリノ                                                                       | 6–3, 7–5                       |
| 10月2日         | 楽天ジャパン・オープン 東京 $1,792,315 - ハード - 32S/16Q/16D | マクラクラン勉 内山靖崇                                                                                        | ジェイミー・マリー ブルーノ・ソアレス                                                      | 6–4, 7–6(7-1)                  |
| 10月9日         | 上海マスターズ 上海 $8,384,135 - ハード - 56S/28Q/24D | ロジャー・フェデラー                                                                                           | ラファエル・ナダル                                                                         | 6–4, 6–3                       |
| 10月9日         | 上海マスターズ 上海 $8,384,135 - ハード - 56S/28Q/24D | ヘンリ・コンティネン ジョン・ピアース                                                                          | ルカシュ・クボット マルセロ・メロ                                                          | 6–4, 6–2                       |
| 10月16日        | クレムリン・カップ モスクワ $955,240 - ハード (室内) - 28S/16Q/16D | ダミル・ジュムール                                                                                             | リカルダス・ベランキス                                                                     | 6–2, 1–6, 6–4                  |
| 10月16日        | クレムリン・カップ モスクワ $955,240 - ハード (室内) - 28S/16Q/16D | マックス・ミルヌイ フィリップ・オズワルド                                                                      | ダミル・ジュムール アントニオ・サンシッチ                                                  | 6–3, 7–5                       |
| 10月16日        | ストックホルム・オープン ストックホルム €660,375 - ハード (室内) - 28S/16Q/16D | フアン・マルティン・デル・ポトロ                                                                               | グリゴール・ディミトロフ                                                                   | 6–4, 6–2                       |
| 10月16日        | ストックホルム・オープン ストックホルム €660,375 - ハード (室内) - 28S/16Q/16D | オリバー・マラチ マテ・パビッチ                                                                                | アイサム＝ウル＝ハク・クレシ ジャン＝ジュリアン・ロジェ                                    | 3–6, 7–6(8-6), [10–4]          |
| 10月16日        | ヨーロピアン・オープン アントワープ €660,375 - ハード (室内) - 28S/16Q/16D | ジョー＝ウィルフリード・ツォンガ                                                                               | ディエゴ・シュワルツマン                                                                   | 6–3, 7–5                       |
| 10月16日        | ヨーロピアン・オープン アントワープ €660,375 - ハード (室内) - 28S/16Q/16D | スコット・リプスキー ディビジ・シャラン                                                                        | サンティアゴ・ゴンサレス フリオ・ペラルタ                                                  | 6–4, 2–6, [10–5]               |
| 10月23日        | エルステ・バンク・オープン ウィーン €2,621,850 - ハード (室内) - 32S/16Q/16D | リュカ・プイユ                                                                                                 | ジョー＝ウィルフリード・ツォンガ                                                           | 6–1, 6–4                       |
| 10月23日        | エルステ・バンク・オープン ウィーン €2,621,850 - ハード (室内) - 32S/16Q/16D | ロハン・ボパンナ パブロ・クエバス                                                                              | マルセロ・デモリネル サム・クエリー                                                        | 7–6(9-7), 6–7(4-7), [11–9]     |
| 10月23日        | スイス・インドア バーゼル €2,291,860 - ハード (室内) - 32S/16Q/16D | ロジャー・フェデラー                                                                                           | フアン・マルティン・デル・ポトロ                                                           | 6–7(5-7), 6–4, 6–3             |
| 10月23日        | スイス・インドア バーゼル €2,291,860 - ハード (室内) - 32S/16Q/16D | イワン・ドディグ マルセル・グラノリェルス                                                                      | ファブリス・マルタン エドゥアール・ロジェ＝バセラン                                        | 7–5, 7–6(8-6)                  |
| 10月30日        | ロレックス・パリ・マスターズ パリ €4,835,975 – ハード (室内) – 48S/24Q/24D | ジャック・ソック                                                                                               | フィリップ・クライノビッチ                                                                 | 5–7, 6–4, 6–1                  |
| 10月30日        | ロレックス・パリ・マスターズ パリ €4,835,975 – ハード (室内) – 48S/24Q/24D | ルカシュ・クボット マルセロ・メロ                                                                              | イワン・ドディグ マルセル・グラノリェルス                                                  | 7–6(7-3), 3–6, [10–6]          |
| 11月6日         | ネクストジェネレーション・ATPファイナル ミラノ $1,275,000 – ハード (室内) – 8S (RR) | 鄭現 | アンドレイ・ルブレフ                                                                       | 3–4(6-8), 4–3(7-2), 4–2, 4–2   |
| 11月13日        | ATPファイナルズ ロンドン $8,000,000 – ハード (室内) – 8S/8D (RR) | グリゴール・ディミトロフ                                                                                       | ダビド・ゴファン                                                                           | 7–5, 4–6, 6–3                  |
| 11月13日        | ATPファイナルズ ロンドン $8,000,000 – ハード (室内) – 8S/8D (RR) | ヘンリ・コンティネン ジョン・ピアース                                                                          | ルカシュ・クボット マルセロ・メロ                                                          | 6–4, 6–2                       |
| 11月20日        | デビスカップ決勝 リール - ハード (室内) | フランス | ベルギー                                                                                   | 3–2                            |

## 2017年最終ランキング
| 順位 | 選手                       | ポイント | 出場数 |
| ---- | -------------------------- | -------- | ------ |
| 1    | ラファエル・ナダル         | 10645    | 18     |
| 2    | ロジャー・フェデラー       | 9605     | 17     |
| 3    | グリゴール・ディミトロフ   | 5150     | 23     |
| 4    | アレクサンダー・ズベレフ   | 4610     | 25     |
| 5    | ドミニク・ティーム         | 4015     | 27     |
| 6    | マリン・チリッチ           | 3805     | 22     |
| 7    | ダビド・ゴファン           | 3775     | 26     |
| 8    | ジャック・ソック           | 3165     | 22     |
| 9    | スタン・ワウリンカ         | 3150     | 15     |
| 10   | パブロ・カレーニョ・ブスタ | 2615     | 25     |

| 順位 | 選手                       | ポイント | 出場数 |
| ---- | -------------------------- | -------- | ------ |
| 1    | マルセロ・メロ             | 9220     | 24     |
| 2    | ルカシュ・クボット         | 9220     | 25     |
| 3    | ヘンリ・コンティネン       | 8540     | 21     |
| 4    | ジョン・ピアース           | 8540     | 22     |
| 5    | イワン・ドディグ           | 5550     | 25     |
| 6    | ニコラ・マユ               | 5535     | 19     |
| 7    | ジャン＝ジュリアン・ロジェ | 5130     | 28     |
| 9    | ホリア・テカウ             | 5070     | 27     |
| 9    | ジェイミー・マリー         | 4980     | 24     |
| 10   | ブルーノ・ソアレス         | 4980     | 25     |

### 世界ランキング1位
| 選手                     | 開始日   | 終了日   |
| ------------------------ | -------- | -------- |
| アンディ・マリー (GBR)   | 2016年末 | 8月20日  |
| ラファエル・ナダル (ESP) | 8月21日  | 2017年末 |

| 選手                       | 開始日   | 終了日   |
| -------------------------- | -------- | -------- |
| ニコラ・マユ (FRA)         | 2016年末 | 4月2日   |
| ヘンリ・コンティネン (FIN) | 4月3日   | 7月16日  |
| マルセロ・メロ (BRA)       | 7月17日  | 8月20日  |
| ヘンリ・コンティネン (FIN) | 8月21日  | 11月5日  |
| マルセロ・メロ (BRA)       | 11月6日  | 2017年末 |

## 主な引退選手
- アルベルト・モンタニェス
- フアン・モナコ
- ベンヤミン・ベッカー
- マリウシュ・フィルステンベルク
- マルコ・チウディネリ
- ポール＝アンリ・マチュー
- ラデク・ステパネク